# The Verdict of the Heart
The Verdict of the Heart er en britisk stumfilm fra 1915 af Wilfred Noy.

## Medvirkende
- Barbara Conrad
- Frank Royde
- Harry Welchman